# 永泰站 (福州市)
永泰站，位于中华人民共和国福建省福州市永泰县城峰镇刘岐村和温泉村交界，是昌福铁路、永莆铁路上的火车站，于2013年9月26日启用营运，南昌铁路局管辖。

## 車站周邊
- 永泰县公安局城峰派出所
- 永泰县法院
- 永泰县城峰中心小学
- 福建省建筑科学研究院
- 刘岐村村委会
- 永泰云山学校
- 永泰县城关基督教堂
- 福诏高速公路

## 歷史
- 2013年9月26日通车启用。[4]

## 外部連結
- 中国铁路客户服务中心 （页面存档备份，存于）